# Podvolení
Podvolení (orig. Submission: Part I) je krátký desetiminutový film z roku 2004 nizozemského režiséra Thea van Gogha a somálsko-nizozemské političky Ayaan Hirsi Aliové, který vznikl jako kritika islámu a muslimské komunity za její zacházení s ženami. Oběma hlavním autorům bylo za tento film muslimskou komunitou vyhrožováno smrtí; van Gogh, který výhrůžky nebral vážně, byl pak ještě téhož roku zavražděn na ulici v Amsterodamu islám vyznávajícím potomkem přistěhovalců z Maroka.